# Minoru Yamasaki
Minoru Yamasaki (山崎實, Yamasaki Minoru; 1 de diciembre de 1912 - 7 de febrero de 1986) fue un arquitecto estadounidense, conocido por haber diseñado las Torres Gemelas, los edificios 1 y 2 del World Trade Center. Yamasaki fue uno de los arquitectos más prominentes del siglo XX. Junto con el arquitecto Edward Durell Stone es considerado como uno de los más grandes practicantes del "modernismo romántico" y del neoformalismo en la arquitectura.

## Biografía

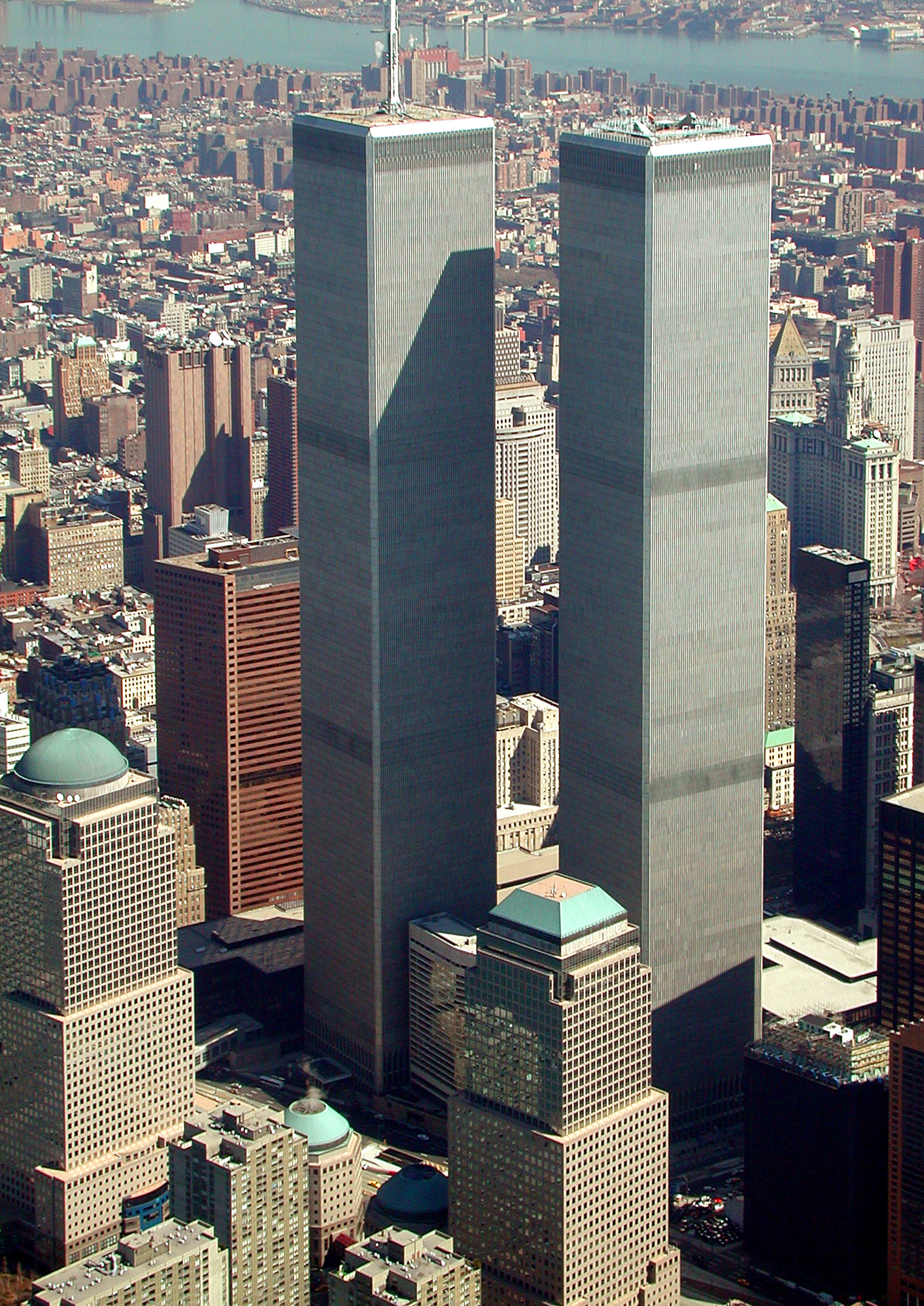
El World Trade Center de Nueva York fue la mayor obra de Yamasaki. Fue destruida en los atentados del 11 de septiembre de 2001.

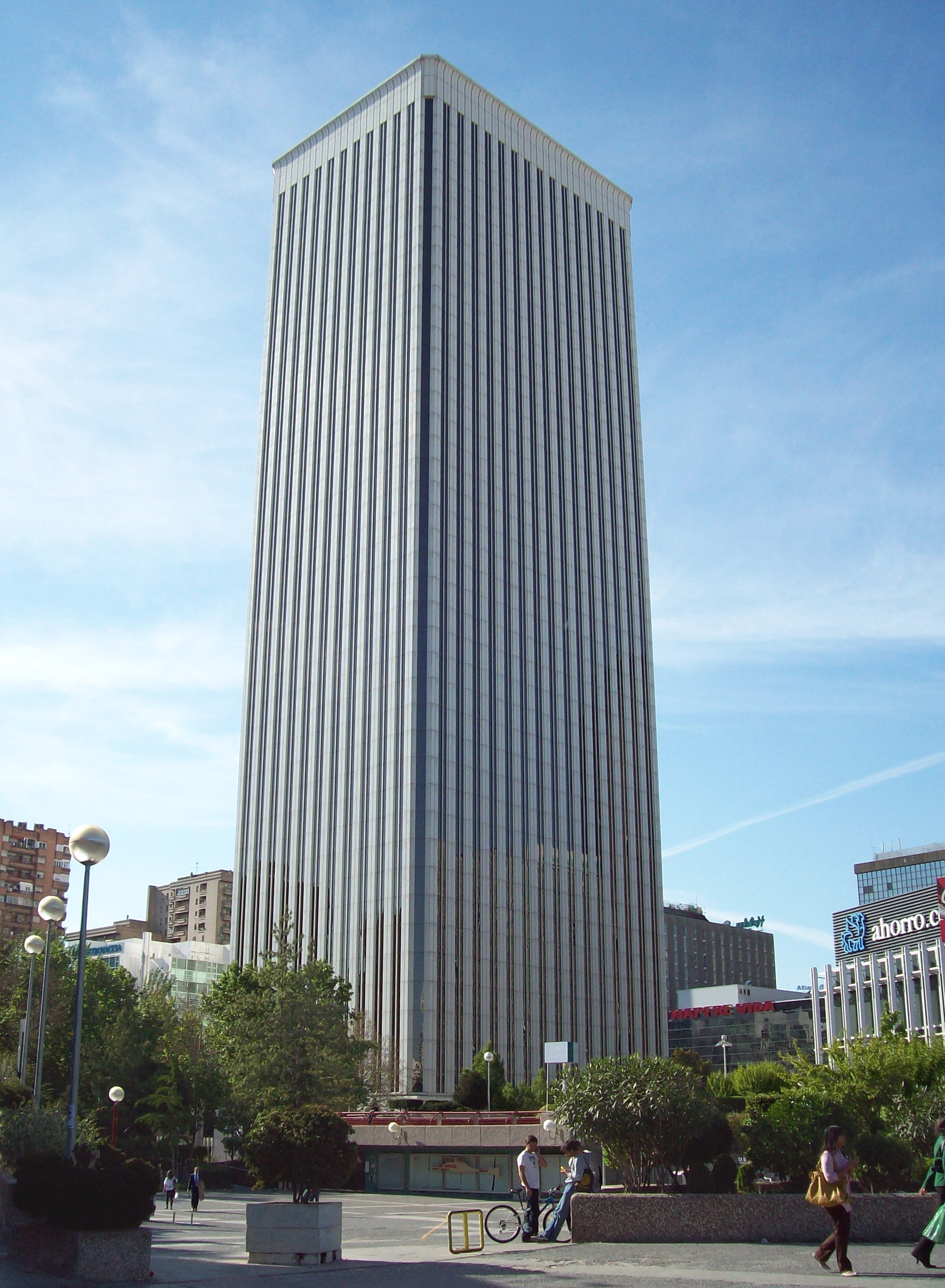
Torre Picasso en Madrid, diseñada por Minoru Yamasaki.

Yamasaki nació en Seattle, Washington, hijo de John Tsunejiro Yamasaki y Hana Yamasaki, que habían emigrado de Japón. Creció en la ciudad de Auburn, Washington, en una familia de bajos ingresos, su padre era agente de ventas y su madre pianista de profesión. Estudió la preparatoria en la escuela pública Auburn Senior High School. Inspirado por su tío, Koken Ito, que era arquitecto, se inscribió al programa de arquitectura de la Universidad de Washington en 1929, y obtuvo su título como arquitecto (Bachelor of Architecture) en 1934. Lionel Pries, empleado en la universidad donde estudiaba, lo apoyó y animó durante sus estudios universitarios. Yamasaki ganaba el dinero necesario para pagar su colegiatura trabajando en una envasadora de salmón en Alaska.
En la década de 1930, durante la Gran Depresión, Yamasaki se trasladó a Nueva York, donde consiguió un empleo en el estudio de arquitectos Shreve, Lamb and Harmon, diseñadores del Empire State. Obtuvo también un título de maestría en arquitectura por la Universidad de Nueva York, y unos años más tarde se incorporó al despacho Harrison and Abramovitz, responsable del diseño del Rockefeller Center.
Yamasaki contrajo matrimonio con Teruko Hirashiki en 1941, con quien tuvo tres hijos. Se separó de Hirashiki en 1961, pero la pareja se reunió ocho años más tarde, después de dos matrimonios cortos por parte de Yamasaki. En 1945, a la edad de 33 años, se mudó a Detroit, donde gracias a sus antecedentes en Nueva York logró ser contratado por el despacho Smith, Hinchman, and Grylls. El despacho ayudó a evitar que Yamasaki fuera concentrado por su etnia japonesa durante la Segunda Guerra Mundial, y Yamasaki mismo refugió a sus padres en Nueva York. Yamasaki dejó al despacho en 1949, y formó uno propio junto con dos socios.
El primer trabajo significativo de Yamasaki fue el proyecto urbanístico Pruitt-Igoe, completado en 1955. En 1964 Bates College otorgó a Yamasaki un doctorado honoris causa en bellas artes. La construcción de las Torres Gemelas del World Trade Center, obra más representativa de Yamasaki, comenzó un año después y fue concluida en 1973. Yamasaki murió de cáncer en Bloomfield Hills, Míchigan en 1986, a los 73 años de edad. Su despacho, Yamasaki & Associates, cerró el 31 de diciembre de 2009.

## Obra
Los proyectos elaborados por Yamasaki correspondían a su filosofía personal, que decía que cuando una persona entra en un edificio debe sentir serenidad y alegría. Con ello Yamasaki quería huir de los edificios pesados, realizados con materiales agresivos, de formas complejas y carentes de suficiente luz natural. A lo largo de su trayectoria, diseñó numerosos proyectos en los que incorporó estos criterios, ya fuesen edificios de vivienda, de oficinas, de carácter público o universitario, o aeropuertos. Su proyecto principal, por el que llegó a ser conocido en todo el mundo, incluso por el público, fue el World Trade Center de Nueva York (posteriormente destruido por los atentados terroristas del 11 de septiembre del 2001). El diseño del complejo se inició a principios de los años 1960 y la construcción en 1966. Las Torres Gemelas se terminaron en 1973, y expresaban a la perfección las ideas de su creador, en cuanto a claridad de líneas, ausencia de elementos agresivos, y formas sencillas y fácilmente comprensibles.

### Obras principales
- Pabellón de la Ciencia de Estados Unidos, Exposición Universal de 1962 (Seattle, Estados Unidos).
- Biblioteca Irwin, Universidad Butler (Butler, Idaho, Estados Unidos).
- Consulado General de Estados Unidos (Kōbe, Japón).
- Centro de Artes Dramáticas (Tulsa, Oklahoma, Estados Unidos).
- Conservatorio de Música, Auditorio Warner y Edificio King, Universidad de Oberlin (Ohio, Estados Unidos).
- Hotel Century Plaza, Century City (Los Ángeles, Estados Unidos).
- Century Plaza Towers (Los Ángeles, Estados Unidos).1975
- One Woodward Avenue, Detroit, 1962
- McGregor Memorial Conference Center, Universidad Estatal Wayne (Detroit, Estados Unidos).
- One Williams Center (Tulsa, Oklahoma, Estados Unidos), 1975
- Rainier Tower, Seattle, 1977
- Pabellón de Deportes Cowling y Edificios, Universidad Carleton (Northfield, Minnesota, Estados Unidos).
- Edificios residenciales Pruitt-Igoe (San Luis, Misuri, Estados Unidos).
- Edificio de ventas regional de Reynolds Metals (Detroit, Míchigan, Estados Unidos).
- Instituto Americano del Hormigón (Detroit, Míchigan, Estados Unidos).
- Aeropuerto de San Luis (San Luis, Misuri, Estados Unidos).
- Edificio del American Natural Resources (Detroit, Míchigan, Estados Unidos).
- Terminal en el aeropuerto de Dhahran (Arabia Saudita).
- Oficinas principales de la Agencia Monetaria de Arabia Saudita (Riad, Arabia Saudita).
- Edificio Founder's Hall, Shinji Shumeikai (Shiga, Japón).
- Templo de la congregación Beth El (Bloomfield, Míchigan, Estados Unidos).
- World Trade Center (Nueva York, Estados Unidos) 1971
- Torre Picasso (Madrid, España) 1988